# 烏龍歌集【チャイ】サントリーウーロン茶CMソングコレクション
『烏龍歌集【チャイ】サントリーウーロン茶CMソングコレクション』（うーろんかしゅうチャイサントリー ウーロン ティー シーエム ソング コレクション）は、サントリーフーズ・烏龍茶のコマーシャルメッセージにて1991年から2003年にかけて放送・使用された楽曲を集めたコンピレーション・アルバム。
2003年1月29日にドリーミュージックから発売された。規格品番：MUCD-1070。
2021年12月22日にはUHQCD仕様で再発売された。規格品番：MUCD-81026。

## 収録曲
全編曲：中川俊郎（特記以外）
1. 大きな河と小さな恋（’03）
  - 作詞：amin・安藤タカシ
  - 作曲・編曲：中川俊郎・中塚武
2. 春一番（’94）
  - 作詞・作曲：穂口雄右　訳詞：Jiang Xiao-Qing
3. 暑中お見舞い申し上げます（’94）
  - 作詞：喜多條忠　作曲：佐瀬寿一　訳詞：Jiang Xiao-Qing
4. 微笑みがえし（’94）
  - 作詞：阿木燿子　作曲：穂口雄右　訳詞：Jiang Xiao-Qing
5. 結婚しようよ（’93）
  - 作詞・作曲：吉田拓郎　訳詞：Jiang Xiao-Qing
6. ライク・ア・バージン（’01）
  - 作詞・作曲：トム・ケリー・ビリー・スタインバーグ（英語版）
  - 訳詞：amin　編曲：中塚武
7. 上海ブギウギ［東京ブギウギ］（’02）
  - 作詞：鈴木勝　作曲：服部良一　訳詞：amin　編曲：中川俊郎・佐藤直紀
8. 鱒（’96）
  - 作詞：クリスティアン・フリードリヒ・ダニエル・シューバルト
  - 作曲：フランツ・ペーター・シューベルト
9. 遥かなる武夷山（’90）
  - 作詞：リュウ・リン　作曲：中川俊郎
10. 茶林（’00）
  - 作詞：Jiang Xiao-Qing　作曲：中川俊郎
11. 太湖船（’95）
  - 作詞・作曲：Chinese Traditional
12. 翠湖のほとりで（’98）
  - 作曲：中川俊郎
13. 蘇州夜曲（’99）
  - 作詞：西條八十　作曲：服部良一　訳詞：李広宏
14. 鉄腕アトム（’97）
  - 作詞：谷川俊太郎　作曲：高井達雄　訳詞：Jiang Xiao-Qing
15. MEMORY（’91）
  - 作曲：中川俊郎